# Запорожье (подводная лодка)
«Запоро́жье» (укр. U01 Запоріжжя) — дизель-электрическая подводная лодка проекта 641. Входила в состав ВМФ СССР. После раздела Черноморского флота в 1997 году вошла в состав ВМС Украины. После нескольких ремонтов в 2012 году вышла в море. В марте 2014 года во время аннексии Крыма Российской Федерацией российские войска взяли подводную лодку штурмом.

## История строительства
Построена в Ленинграде на Новоадмиралтейском заводе под заводским номером С-260. Заложена под обозначением Б-435 24 марта 1970 года, спущена на воду 29 мая 1970 года. Первым командиром стал капитан 3 ранга Владимир Косенко. Экипаж помогал рабочим завода ввести лодку в строй. Начатые 16 октября 1970 года государственные испытания завершились 6 ноября подписанием приёмного акта. 20 января 1971 года вошла в состав Балтийского флота, перешла вокруг Скандинавии из Финского залива в Полярный и в феврале 1971 года включена в состав Северного флота. Во время перехода в Северном море на борту лодки на глубине 50 метров была выполнена хирургическая операция по удалению аппендицита у одного из матросов.

## История службы
Б-435 входила в состав 96-й бригады 4-й эскадры подводных лодок, базировалась на Полярный. За годы службы осуществила 14 дальних походов и длительных боевых служб. Подводная лодка неоднократно несла боевую службу в Атлантическом океане, Средиземном и Баренцевом морях, принимала участие в широкомасштабных учениях ВМФ СССР, посещала с дружественными визитами Кубу, Марокко, Сирию. За годы службы на субмарине были пройдены более 13 тысяч морских миль, она получила приз главнокомандующего ВМФ СССР по торпедной стрельбе.
В 1971 году посетила Гавану, в 1977 году в процессе боевой службы нанесла визит в Тунис. С 1973 года переведена в состав 161-й бригады 4-й ЭскПЛ. В 1983 году в Тунисском проливе обнаружила атомный авианосец «Нимиц» в сопровождении группы кораблей, сама избежала обнаружения и совершила учебную торпедную атаку по авианосцу.
В августе 1990 года переведена на Чёрное море. 27 августа вошла в состав Черноморского флота, зачислена в 153-ю бригаду 14-й дивизии подводных лодок. В 1994 году подводная лодка была удостоена звания отличной (капитан А. Егоров). В 1994 году 153-я бригада была расформирована и лодки были включены в 155-ю бригаду, которая в 1995 году была переведена из Балаклавской бухты в Южную бухту Севастополя.
В 1997 году при разделе Черноморского флота СССР между Россией и Украиной рассматривалась передача Украине трёх подводных лодок, две из которых были забракованы украинской стороной из-за неудовлетворительного технического состояния. Б-435 была передана Украине и получила имя U01 «Запорожье» (укр. Запоріжжя). 11 июля 1997 года на подводной лодке был торжественно поднят Военно-морской флаг Украины, а 21 июля субмарина вошла в боевой состав ВМС Украины.
1 августа 1997, когда впервые праздновали День ВМС Украины, на Графской пристани Министр обороны Украины торжественно вручил командиру подводной лодки капитану 3-го ранга Ивану Джемеле Военно-морской флаг, освящённый во Владимирском соборе в Киеве. 3 августа субмарина была переведена под буксирами в Балаклавскую бухту.

### Ремонты
Первый ремонт Б-435 был проведён в 1972 году после завершения длительной боевой службы в Атлантике. В 1979—1981 годах прошла средний ремонт в Кронштадте. В 1995—1996 годах прошла ремонт в Килен-бухте Севастополя. Лодка стояла на приколе из-за средств на приобретение аккумуляторных батарей. После вхождения в состав ВМС Украины в 1997 году была снова отправлена на ремонт.
22 февраля 2003 года в Балаклаве (Севастополе) состоялся торжественный спуск лодки на воду после окончания докового ремонта.
Затем в ходе ремонта на подводной лодке были заменены аккумуляторные батареи. Батареи были закуплены у греческой компании Germanos S.A. и были доставлены в январе 2003 года в рамках похода корабля «Константин Ольшанский». Сумма сделки составила около 3,5 млн долларов США (18 млн гривен). После покупки батарей выяснилось, что они не соответствуют по габаритным размерам и клеммам. В 2006 году Министр обороны Украины Анатолий Гриценко заявил, что после ремонта подводная лодка будет продана. В 2010 году Счётная палата Верховной Рады отмечала, что ремонт подводной лодки не является эффективным. В 2008 году Министр обороны Украины Юрий Ехануров стал активным инициатором восстановления подводной лодки. Его начинания были поддержаны впоследствии Министром обороны Михаилом Ежелем.
В январе 2010 года завершалась установка аккумуляторных батарей, велись работы по монтажу гидроакустической и радиолокационной станций, а также систем связи.
Подводная лодка в неисправном состоянии приняла участие в учениях «Фарватер мира 2011», где на ней отрабатывались задачи по спасению аварийной подводной лодки, лёгшей на дно.
20 марта 2012 года «Запорожье» покинула территорию 13-го судоремонтного завода Черноморского флота России. В ходе ремонта были проведены работы по замене участков обшивки корпуса, ремонт донно-забортной арматуры, торпедных аппаратов, винто-рулевого комплекса, дейдвудных сальников, монтаж носового шпиля, очистка и окрашивание корпуса и цистерн главного балласта.
За время ремонта корпус подводной лодки был тщательно обследован при участии проектировщиков и представителей института сварки имени Патона. Все места коррозии и язвины наплавлены и заварены. Сделана УЗК толщинометрия корпуса. На подлодку установлены современные системы связи, гидроакустики и радиолокации, а также новые аккумуляторные батареи, закупленные у греческой фирмы Germanos.
В 2010 году в соответствии с указом Президента Украины Запорожская область взяла на себя шефские обязательства над воинской частью подводной лодки. От области экипажу были отправлены 200 комплектов одежды и более полутонны краски.
В июне 2014 года «Центральное конструкторское бюро «Черноморец»» выступало генеральным подрядчиком по ремонту субмарины и выставило претензию украинским военным в 3 млн грн (10 млн руб) за выполненный заказ. Иск ЦКБ «Черноморец» был удовлетворён Хозяйственным судом Севастополя, принимавшим решение в соответствии с украинским законодательством. В мае это решение было подтверждено уже в российском апелляционном суде.

### Служба в ВМС Украины

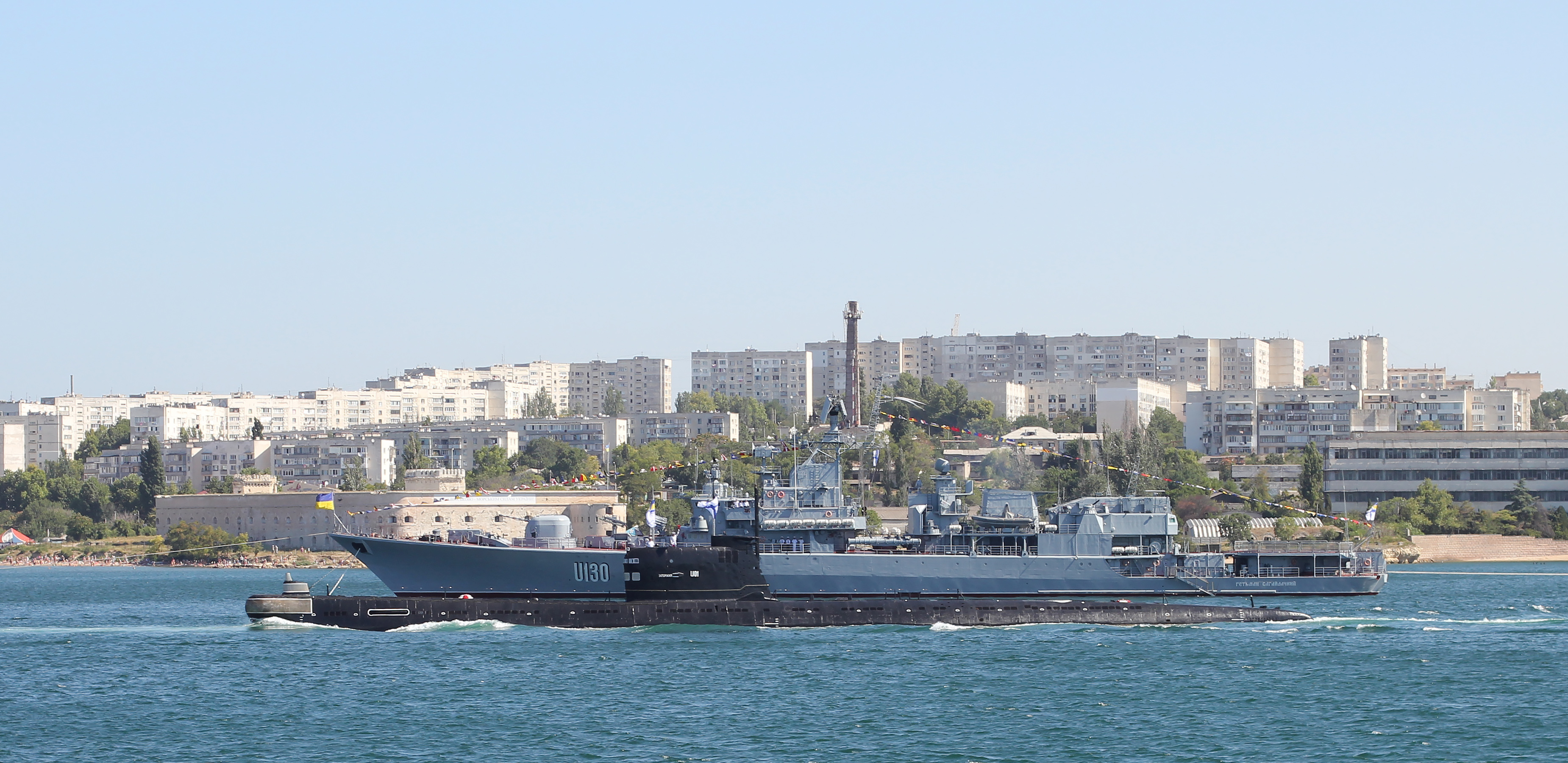
«Запорожье» в 2012 году

По состоянию на март 2012 года, U01 находилась в строю, являясь единственной украинской подводной лодкой и единственным кораблём проекта 641, до сих пор находящимся на вооружении.
20 марта 2012 года украинская подводная лодка U01 покинула пределы 13-го судоремонтного завода в Севастополе и вышла в городскую бухту для выполнения учебных заданий. 25 апреля 2012 года (впервые с 1993 года) подводная лодка вышла в открытое море с использованием собственной силовой установки. На борту находилось 77 человек. Общая сумма затрат по ремонту подлодки оценивалась в 60 млн гривен.
В мае 2012 года подводная лодка участвовала в российско-украинских учениях «Фарватер мира 2012», где на ней отрабатывалось спасение экипажа при аварии.
12 июня 2012 года подлодка вышла на один день в море для испытания дизельных двигателей на режимах полного и самого полного хода. Кроме того, проверена работа электромоторов и аккумуляторной батареи на полном ходу подводной лодки, работа её гидроакустической станции.
С 18 по 20 июля 2012 года произведены испытания лодки при погружении.
3 августа 2012 года лодка провела успешное погружение на перископную глубину (14 м), выполнила вывеску и дифферентовку, отработку движения в подводном положении.
В январе 2013 года в Севастополе состоялись торжественные мероприятия по случаю принятия подводной лодки «Запорожье» в боевой состав флота.
В июне 2013 года лодка покинула 13-й судоремонтный завод Министерства обороны России и ошвартовалась на подготовленном для неё временном месте в Стрелецкой бухте.
В 2012 и 2013 годах подводная лодка принимала участие в совместном праздновании Дня флота Украины и Дня ВМФ РФ в Севастополе.

### Захват корабля
В 2014 году во время аннексии Крыма Россией экипажу подводной лодки 8 раз предлагали перейти на сторону России, однако предложения были отвергнуты верными присяге моряками. 11 марта предприниматели города Запорожье поддержали экипаж, направив микроавтобус с продуктами питания.
21 марта российские военные захватили корабль, на котором произошёл раскол среди личного состава. Часть моряков задраились внутри корабля, отказываясь сдаваться, остальные, изменили присяге, во главе с капитаном 2-го ранга Робертом Шагеевым, приняли участие в захвате лодки и спуске украинского флага, а также демонтаже украинского герба и таблички с названием своего корабля. Позднее они изъявили желание продолжить службу в составе ВМФ России, остальная часть экипажа во главе с командиром капитаном 2-го ранга Денисом Клочаном покинула корабль. Из 101 человека подавляющее большинство перешло служить Российской Федерации, тогда как 29 человек остались верны украинской присяге. Утром 22 марта над лодкой был поднят Андреевский флаг, что имело скорее символическое значение, нежели практическое — в состав Черноморского флота лодка так и не вошла.
22 марта под проводкой буксира с российскими моряками на борту подводная лодка самостоятельно перешла в Южную бухту.

### Дальнейшие заявления
29 марта Черноморский флот ВМФ России отказался от использования лодки по причине её технических неисправностей, а также потому, что боевые возможности лодки давно устарели, и предложил Украине забрать её назад для дальнейшего использования или утилизации. Позже заявление о передаче подлодки ВМСУ было опровергнуто. Власти Балаклавы предложили сделать подводную лодку экспонатом музея холодной войны.
В июле 2014 года российские военные заявили, что ДПЛ «Запорожье» будет передана Украине после прекращения военных действий в юго-восточных регионах страны.
В 2015 году Центральное конструкторское бюро «Черноморец» предложило переоборудовать подлодку в музей в Севастополе. В 2016 году командующий Черноморским флотом адмирал Александр Витко заявил, что подводная лодка «Запорожье» не войдёт в состав Черноморского флота, а полпред президента России в Крымском федеральном округе Олег Белавенцев предположил, что подводная лодка могла бы стать экспонатом музея.
В 2019 году в СМИ появилась информация о тендере на утилизацию лодки, которая была вскоре опровергнута. После этого директор Севастопольского военно-исторического музея фортификационных сооружений заявил, что музей готов забрать субмарину. Это намерение поддержали в администрации Балаклавы.
В марте 2020 года переведена в бухту Инженерная и готовилась к переводу на хранение на озеро Донузлав.
В 2025 году музеефицирована в парке «Патриот» Севастополь.

## Команда
Командиром первого экипажа являлся капитан 2-го ранга Денис Клочан, командиром второго экипажа — капитан 2-го ранга Роберт Шагеев. В соответствии с достигнутыми летом 2010 г. министрами обороны Украины и России договорённостями, в российских учениях осенью 2010 г. принимали участие четверо украинских офицеров-подводников. Они стажировались в должностях вахтенных офицеров и командиров боевых частей на борту российской подводной лодки Б-871 «Алроса».

### Командиры

Нарукавная нашивка экипажа (ВМС Украины)

Подводной лодкой в различное время командовали:
ВМФ СССР
- Косенко В. Н. (16.10.1970-21.05.1976)
- Потешкин С. А. (c 21.05.1976)
- Маначинский М. Я. (с ноября 1979)
- Косолапов Д. Н. (1979-01.1980)
- Пучнин В. В. (06.01.1980-09.1983)
- Семёнов В. А. (09.1983-10.1984)
- Кулик О. М. (10.1984-10.1985)
- Прохоров Ю. В. (10.1985-09.1986)
- Фёдоров В. Н. (19.09.1986-11.03.1992)

ВМФ России
- Табачный С. Г. (11.03.1992-14.08.1993)
- Егоров А. Ю. (14.08.1993-26.12.1996)
- Дмитриев И. Г. (26.12.1996-11.07.1997)

ВМС Украины
- Джемела И. И. (11.07.1997-01.02.2000)
- Орлов О. А. (01.06.2000-15.01.2010)
- Клочан Д. В. (командир первого экипажа)[54]
- Шагеев Р. М. (командир второго экипажа)[54]